# 青野山火山群

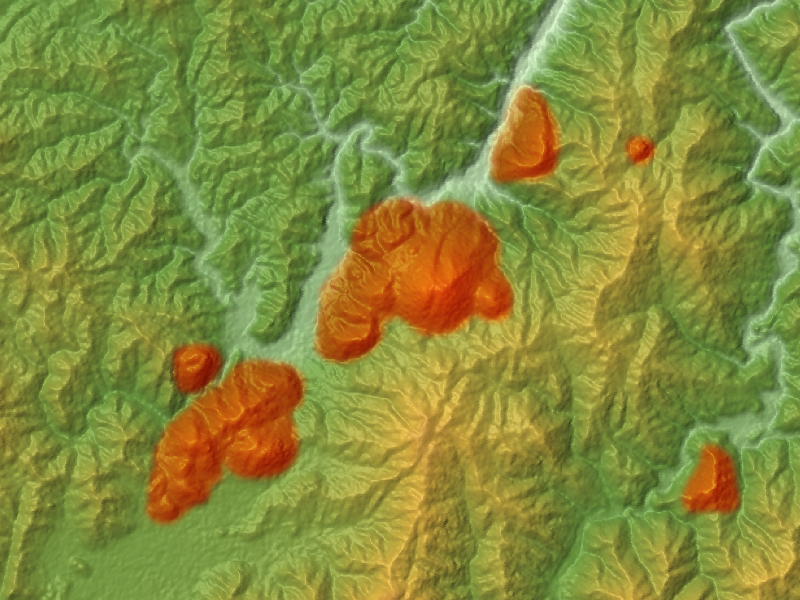
青野山周辺の地形図。
中心が青野山や枯木山などの塊。この画像の中には青野山以外にも10以上の火山がある。

青野山火山群（あおのやまかざんぐん）は、島根県津和野町から山口県山口市・周南市に連なる第四紀の火山群のこと。
安山岩、デイサイトから成り、北東-南西方向に分布する25個の溶岩ドーム群で、100万年前～10万年前に活動した。津和野町にある青野山が代表峰。

## 構成火山一覧
| 名称                      | 形成時期                           | 標高    | 位置                                                                |
| ------------------------- | ---------------------------------- | ------- | ------------------------------------------------------------------- |
| 青野山 あおのやま         | 12.7万年前 23万年前 （複数の報告） | 907m    | 北緯34度27分44秒 東経131度47分53秒 / 北緯34.46222度 東経131.79806度 |
| 小青野山 こあおのやま     |                                    | 684m    | 北緯34度27分38秒 東経131度48分31秒 / 北緯34.46056度 東経131.80861度 |
| 鍋山 なべやま             | 20万年前                           | 614m    | 北緯34度29分13秒 東経131度50分25秒 / 北緯34.48694度 東経131.84028度 |
| 地倉山 ちくらやま         | 9.5年前                            | 622ｍ   | 北緯34度29分12秒 東経131度49分11秒 / 北緯34.48667度 東経131.81972度 |
| 弁天山 べんてんやま       |                                    | 492m    | 北緯34度28分9秒 東経131度47分30秒 / 北緯34.46917度 東経131.79167度  |
| 枯木山 かれきやま         |                                    | 約569m  | 北緯34度27分42秒 東経131度47分7秒 / 北緯34.46167度 東経131.78528度  |
| 竜帽子山 りゅうぼしやま   |                                    | 534m    | 北緯34度27分13秒 東経131度46分52秒 / 北緯34.45361度 東経131.78111度 |
| 雲井峯 くもいみね         | 19.1万年前                         | 513m    | 北緯34度26分57秒 東経131度44分43秒 / 北緯34.44917度 東経131.74528度 |
| 大陰山 たいいんさん       |                                    | 420m    | 北緯34度26分43秒 東経131度45分38秒 / 北緯34.44528度 東経131.76056度 |
| 段原山 だんはらやま       |                                    | 594m    | 北緯34度26分21秒 東経131度45分8秒 / 北緯34.43917度 東経131.75222度  |
| 三原山 みはらやま         |                                    | 636m    | 北緯34度26分7秒 東経131度44分43秒 / 北緯34.43528度 東経131.74528度  |
| エグサ山 えぐさやま       |                                    | 約431m  | 北緯34度25分43秒 東経131度44分17秒 / 北緯34.42861度 東経131.73806度 |
| 野坂山 のさかやま         | 46万年前                           | 604m    | 北緯34度26分1秒 東経131度45分32秒 / 北緯34.43361度 東経131.75889度  |
| 観音山 かんのんやま       |                                    | 497m    | 北緯34度25分38秒 東経131度44分36秒 / 北緯34.42722度 東経131.74333度 |
| 船平山 ふなひらやま       |                                    | 416m    | 北緯34度25分26秒 東経131度44分22秒 / 北緯34.42389度 東経131.73944度 |
| 鳶ノ子山 とびのこやま     |                                    | 604m    | 北緯34度25分30秒 東経131度51分24秒 / 北緯34.42500度 東経131.85667度 |
| 盛太ヶ岳 もったがたけ     | 61万年前                           | 890m    | 北緯34度22分16秒 東経131度51分39秒 / 北緯34.37111度 東経131.86083度 |
| 長者ヶ原 ちょうじゃがはら | 16.5万年前                         | 約365ｍ | 北緯34度16分22秒 東経131度39分52秒 / 北緯34.27278度 東経131.66444度 |
| 円山 まるやま             |                                    | 648m    | 北緯34度16分46秒 東経131度47分12秒 / 北緯34.27944度 東経131.78667度 |
| 清涼寺せいりょうじ        |                                    | 835m    | 北緯34度15分18秒 東経131度46分18秒 / 北緯34.25500度 東経131.77167度 |
| 白井岳 しらいだけ         |                                    | 660m    | 北緯34度12分41秒 東経131度45分13秒 / 北緯34.21139度 東経131.75361度 |
| 千石岳 せんごくだけ       | 100万年前                          | 630m    | 北緯34度11分22秒 東経131度45分30秒 / 北緯34.18944度 東経131.75833度 |
| 金峰山 みたけさん         | 60万年前                           | 790m    | 北緯34度11分31秒 東経131度50分31秒 / 北緯34.19194度 東経131.84194度 |
| 四熊ヶ岳 しくまがたけ     | 44.5万年前 70万年前 （複数の報告） | 504m    | 北緯34度6分6秒 東経131度45分30秒 / 北緯34.10167度 東経131.75833度   |
| 嶽山 だけやま             |                                    | 364m    | 北緯34度5分0秒 東経131度44分43秒 / 北緯34.08333度 東経131.74528度   |

なお、以上は山口県立山口博物館のサイトの情報を基本としているが、産業技術総合研究所地質調査総合センターのサイトの情報では、盛太ヶ岳、徳山金峰山、千石岳、長者ヶ原、四熊ヶ岳を青野山火山群とは別の火山として扱っている。

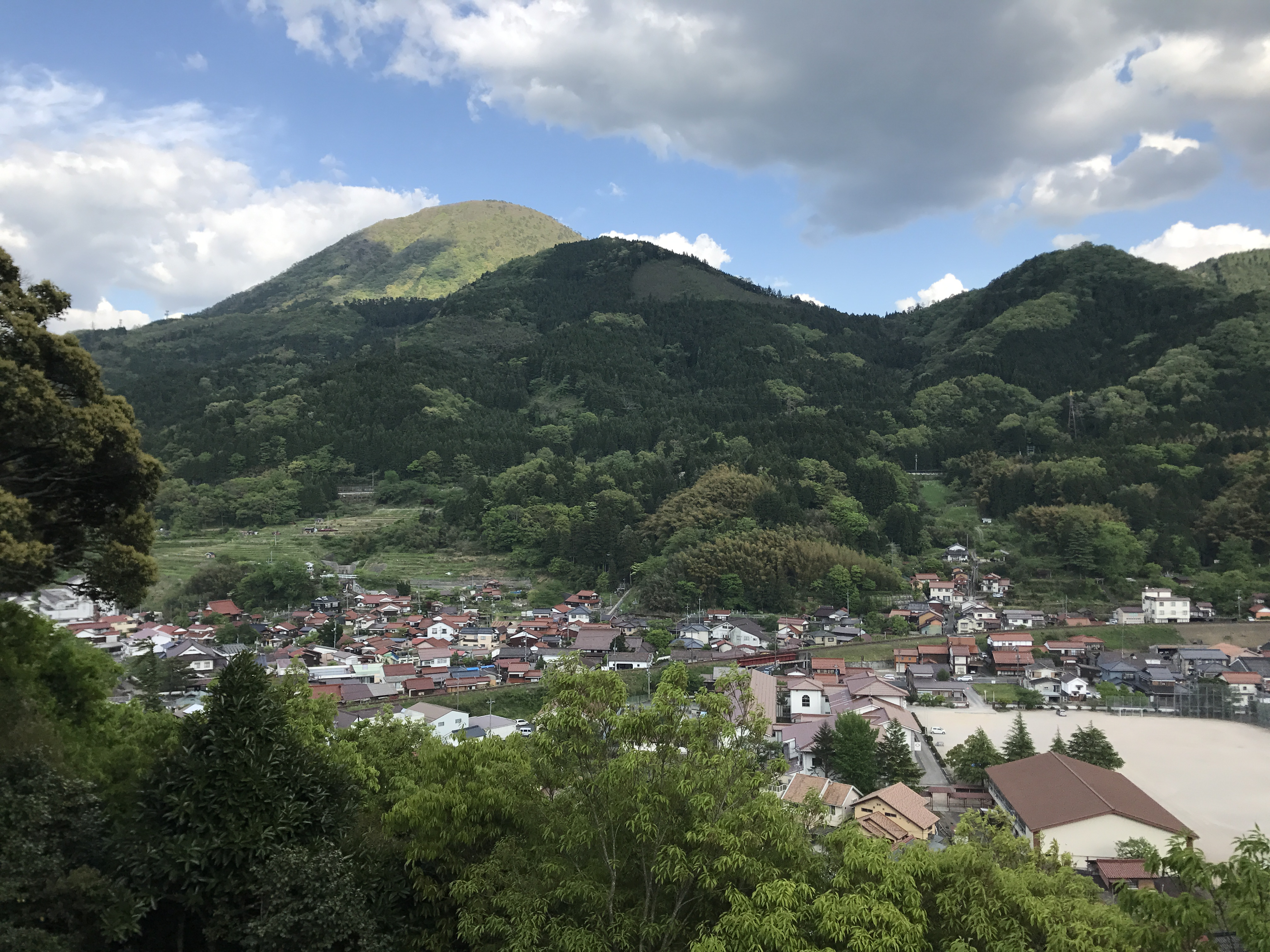
左奥：青野山溶岩ドーム 中央：枯木山溶岩ドーム 右端：竜帽子山ドームの一部
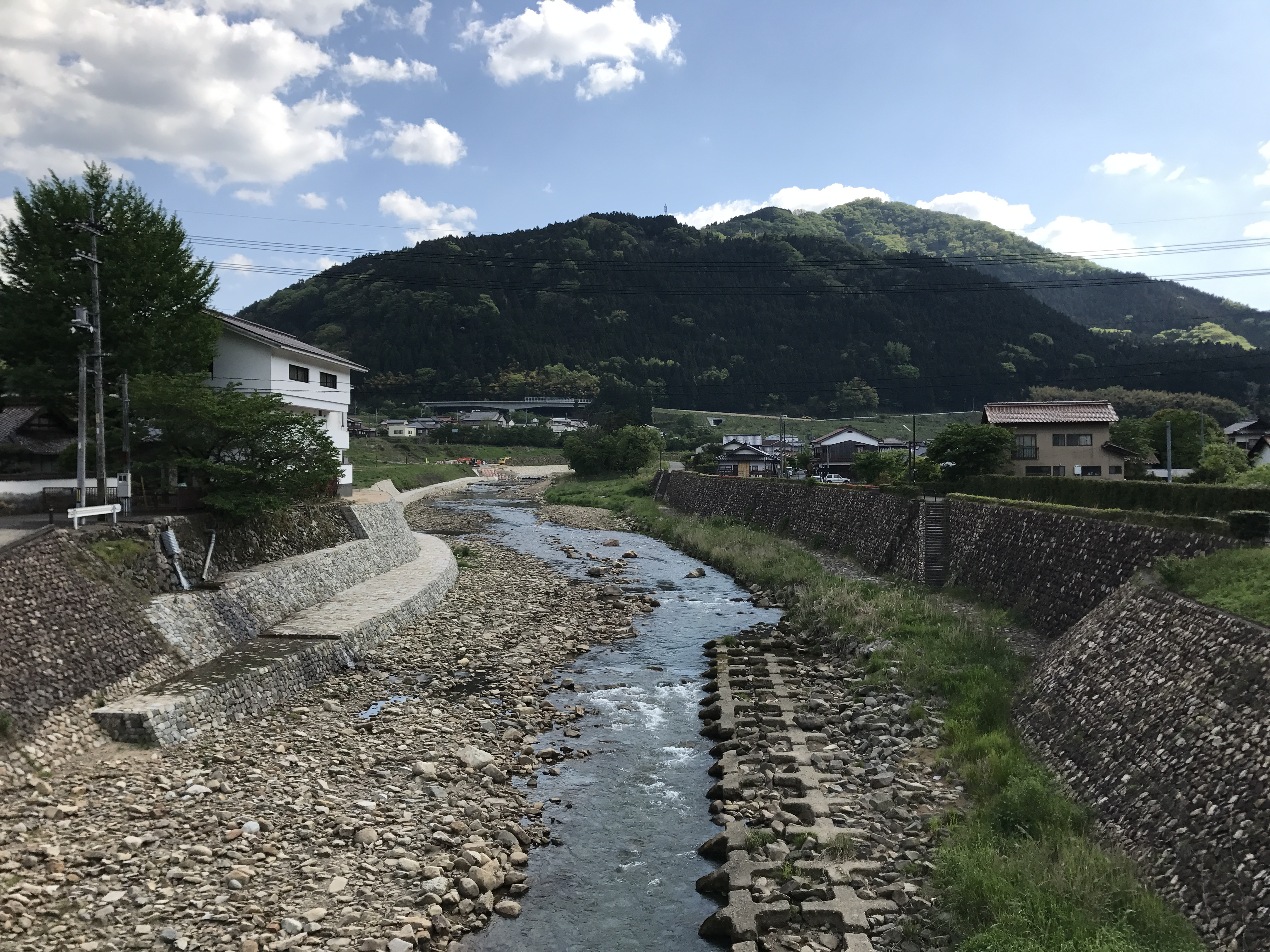
中央：大陰山溶岩ドーム 右後方：段原山溶岩ドーム
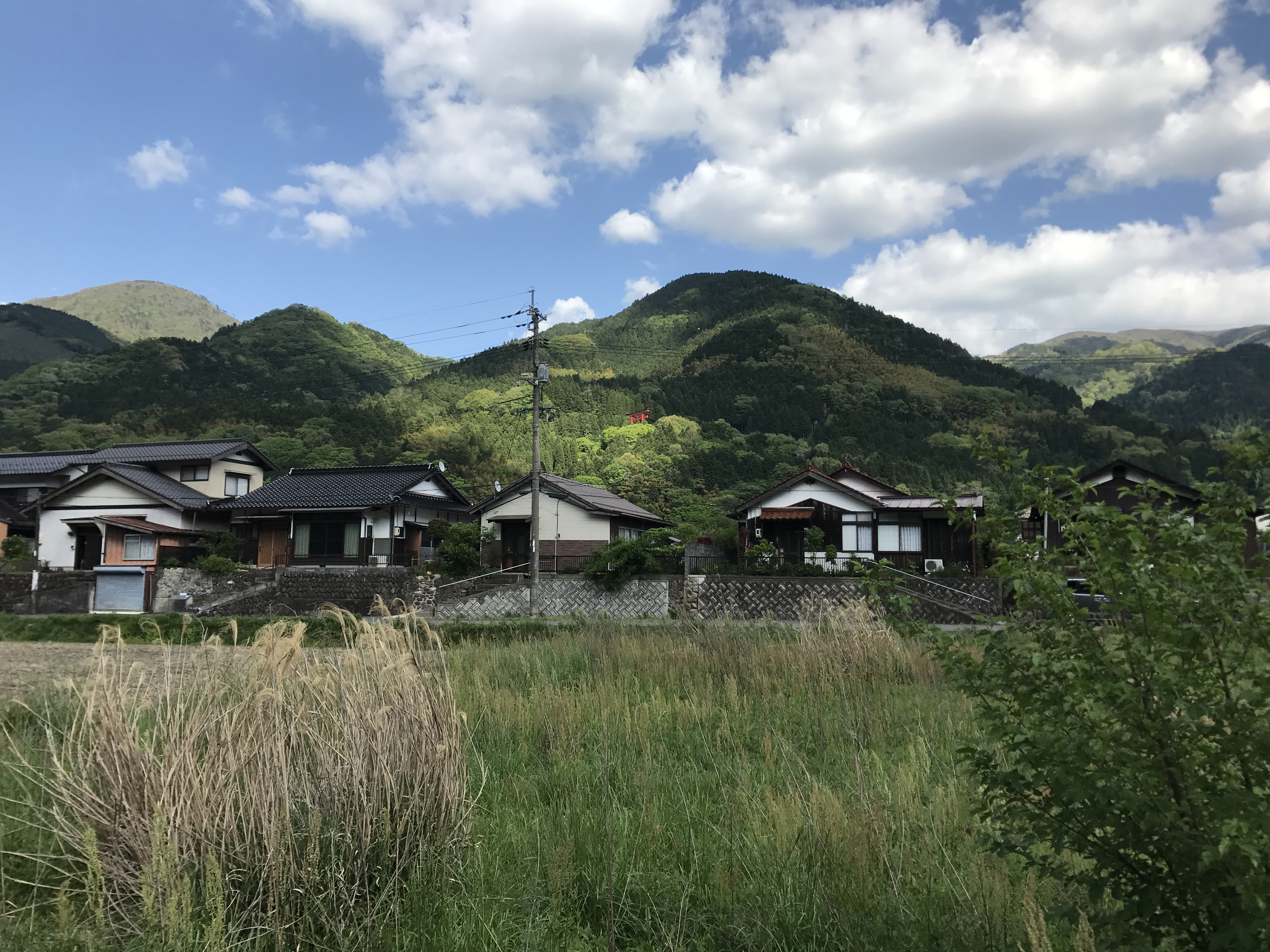
中央：竜帽子山溶岩ドーム 左奥：青野山溶岩ドームの山頂部
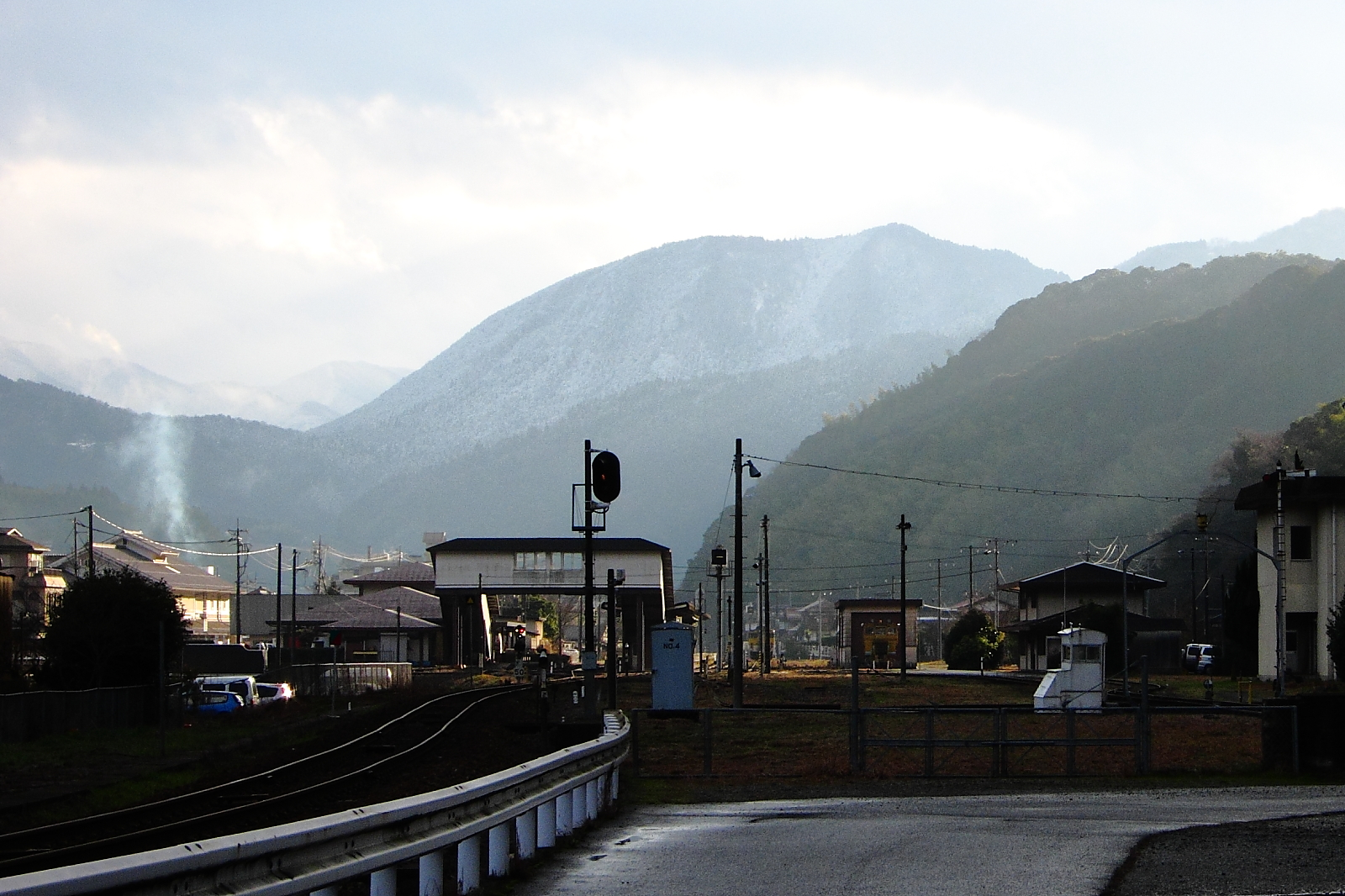
中央奥：野坂山溶岩ドーム
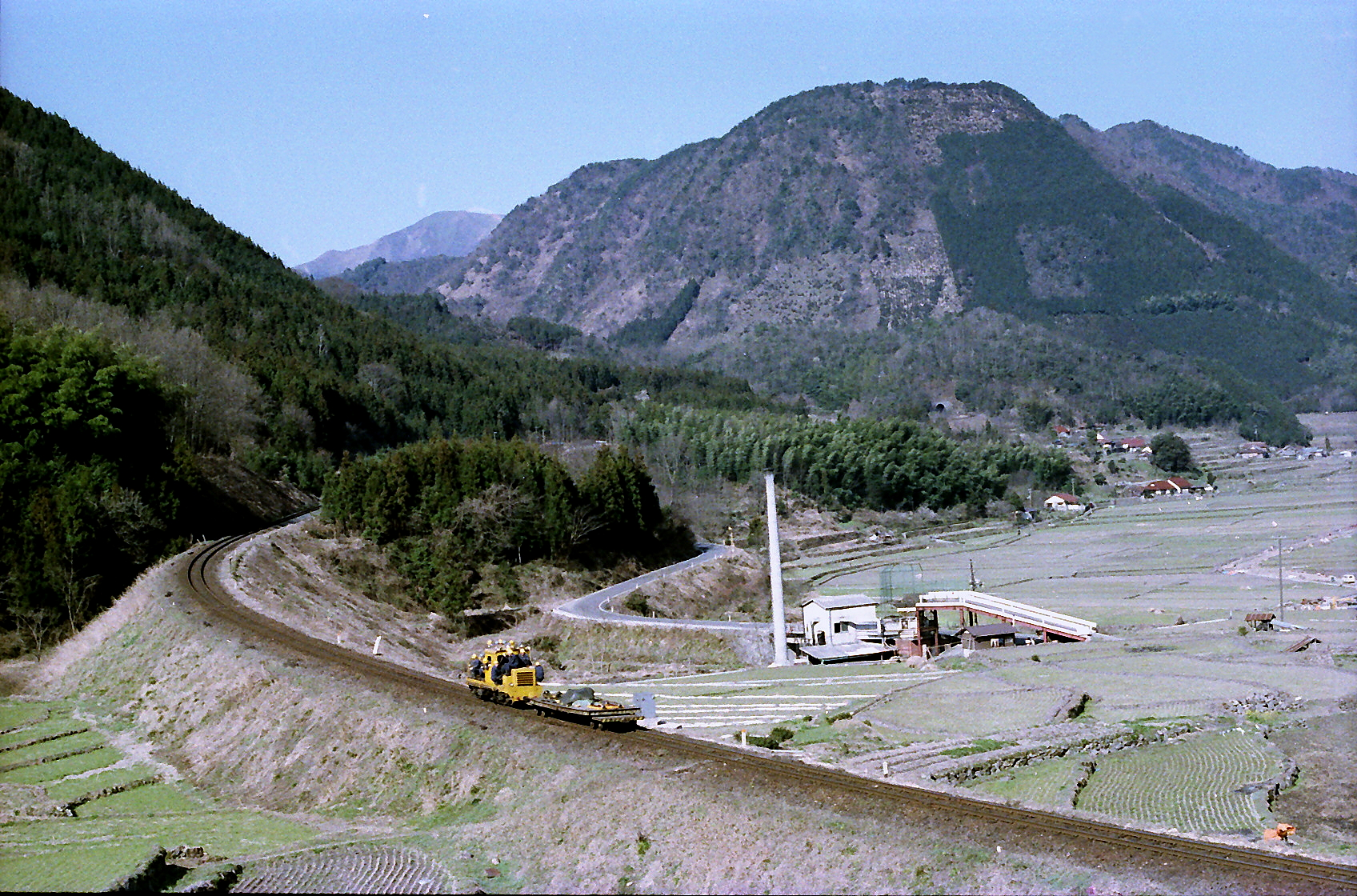
雲井峰溶岩ドーム